# M5刺刀
M5刺刀（英語：M5 Bayonet）是一款美軍於1953年採用的刺刀、用以取代美國.30口徑M1加兰德步枪過去的其他刺刀。它的整體建於M3格鬥刀以上。它使用M8A1刀鞘。

## 背景
在朝鮮戰爭期間，美軍士兵表示在戴上手套以下，難以將安裝在M1加兰德步枪以上的M1刺刀和M1905刺刀拆卸下來。作為回應，1953年，美國研製並且發配了M5加兰德刺刀。這是以M1卡賓枪所配用的M4刺刀為藍本、但經全面重新設計的型號。M5刺刀的外觀與M1加兰德原來的M1905或M1刺刀都完全不同。M5亦是美國唯一一款在橫式刀格以上並無槍口安裝環的刺刀，這使得它看起來更接近通常的格鬥軍刀而非刺刀。

## 設計與功能
M5刺刀裝有長達6.75英寸的刀身，總長度為11.5英寸。重量是11.5盎司。刀身的一側磨成全長度的刀鋒，而另一側是磨尖3英寸的副刀鋒。握把以上裝有相對較大的釋放按鈕，以在戴手套以下從步槍以上拆卸下來。
在刺刀刀格以上的螺柱對應於M1加兰德槍管以下的導氣管閉鎖螺釘。鎖定凹槽連接到步槍以上的刺刀座。M5僅適用於M1加兰德以上，並不可與任何其他槍械互換使用。
M5刺刀有三種不同的模式：M5、M5-1和M5A1，在步槍附著機構和一些細節處理以上彼此不同。
M5配備了方格紋理黑色模塑塑料握柄，而所有金屬部件都採用了深灰色的磷化表面處理。刀身以上並無標記。生產商名稱或縮寫和“US M5”（或其他型號）都印在橫式刀格以下。朝鮮戰爭以後，南韓生產了眾多M5系列刺刀，這些刺刀以“K”的標記代替“US”。生產商包括航空餐具、瓊斯及迪金森工具、帝國刀、尤蒂卡餐具以及Columbus Milpar & Mfg。M5A1是在1960年代生產，亦是最後為M1加兰德生產的刺刀。

## M8與M8A1刀鞘
M5有兩款可配用的刀鞘，兩款刀鞘都具有橄欖褐色玻璃钢製鞘身與鋼喉。早期版本的M8刀鞘只有一個皮帶環並且移除了早期的刺刀刀鞘用於連接負載設備，比如M1910背袋的雙鉤。而在第二次世界大战後期當中生產的改進型M8A1刀鞘具有對應M1910的彎曲線鉤。在鞘喉凸緣部的扁鋼製部件以上標有“US M8”或“US M8A1”以及生產商的首字母。後來一部份M8刀鞘作出了追加對應M1910的鉤子的修改。其後M8A1刀鞘在腹板吊架上製有經過改進的延伸護翼，為M5刺刀提供更多間隙，繼而加寬了其刺刀握柄的摩擦面。這款刀鞘亦對應於戰後的所有美國刺刀，包括M4、M5、M6和M7。這些刀鞘亦可用於收納M3格鬥刀。 

## 資料來源
1. ↑  "M5 Bayonet at Olive-Drab.com" （页面存档备份，存于） Retrieved 05/03/2010
2. ↑  .   [2018-12-02]. （原始内容存档于2020-08-03）.

## 外部連接
- （英文）—M-5 Bayonet （页面存档备份，存于）